# Colobocentrotus mertensii
Colobocentrotus mertensii is een zee-egel uit de familie Echinometridae.
De wetenschappelijke naam van de soort werd in 1835 gepubliceerd door Johann Friedrich von Brandt.